# Brachygluta dentata
Brachygluta dentata är en skalbaggsart som först beskrevs av Thomas Say 1824.  Brachygluta dentata ingår i släktet Brachygluta och familjen kortvingar. Inga underarter finns listade i Catalogue of Life.